# Jagodno (województwo lubelskie)
Jagodno – wieś w Polsce położona w województwie lubelskim, w powiecie łęczyńskim, w gminie Ludwin.
W latach 1975–1998 miejscowość administracyjnie należała do ówczesnego województwa lubelskiego.
Wieś stanowi sołectwo gminy Ludwin. Według Narodowego Spisu Powszechnego z roku 2011 wieś liczyła 150 mieszkańców.
W spisie nazw miejscowych występuje od roku 1969, nazwa Jagodno pochodzi od apelatywu Jagoda z sufiksem -no.
Wierni Kościoła rzymskokatolickiego należą do parafii św. Izydora w Woli Wereszczyńskiej.